# Wahlprüfungsgesetz (Bund)
Das Wahlprüfungsgesetz (WahlPrG) weist dem Deutschen Bundestag die förmliche Entscheidung über die Gültigkeit von Bundestagswahlen zu (§ 1 Abs. 1 WahlPrG). Wird eine Wahl für ungültig erklärt, regelt das Gesetz deren parlamentarische Überprüfung sowie damit zusammenhängende Verfahrensfragen.